# Некорельованість
У теорії ймовірностей та статистиці дві дійсні випадкові величини {\displaystyle X} й {\displaystyle Y} називаються некорельованими, якщо їхня коваріація {\displaystyle \operatorname {cov} [X,Y]=\mathrm {E} [XY]-\mathrm {E} [X]\mathrm {E} [Y]} дорівнює нулю. Якщо дві величини некорельовані, то між ними не існує лінійної залежності.
Некорельовані випадкові величини мають нульовий коефіцієнт кореляції Пірсона, якщо він існує, за винятком тривіального випадку, коли будь-яка змінна має нульову дисперсію (є константою). У цьому випадку кореляція невизначена.
Загалом, некорельованість — це не те ж саме, що ортогональність, за винятком особливого випадку, коли математичне очікування принаймні однієї з двох випадкових величин дорівнює 0. У цьому випадку коваріація є математичним очікуванням добутку, а {\displaystyle X} та {\displaystyle Y} некорельовані тоді й лише тоді, коли {\displaystyle \mathrm {E} [XY]=0}.
Якщо {\displaystyle X} та {\displaystyle Y} незалежні, зі скінченними моментами другого порядку, то вони некорельовані. Однак не всі некорельовані величини є незалежними.:p. 155

## Означення

### Означення для двох дійсних випадкових величин
Дві випадкові величини {\displaystyle X} та {\displaystyle Y} називаються некорельованими, якщо їхня коваріація {\displaystyle \operatorname {cov} [X,Y]=\mathrm {E} [(X-\mathrm {E} [X])(Y-\mathrm {E} [Y])]} дорівнює нулю. :p. 153:p. 121 Формально:
{\displaystyle X,Y{\text{ некорельовані}}\ \iff \ \mathrm {E} [XY]=\mathrm {E} [X]\cdot \mathrm {E} [Y].}

### Означення для двох комплексних випадкових величин
Дві комплексні випадкові величини {\displaystyle Z}, {\displaystyle W} називаються некорельованими, якщо їхня коваріація
{\displaystyle \mathrm {K} _{ZW}=\mathrm {E} [(Z-\mathrm {E} [Z]){\overline {(W-\mathrm {E} [W])}}]}
та псевдоковаріація
{\displaystyle \mathrm {J} _{ZW}=\mathrm {E} [(Z-\mathrm {E} [Z])(W-\mathrm {E} [W])]}
дорівнюють нулю. Іншими словами,
{\displaystyle Z,W{\text{ некорельовані}}\ \iff \ \mathrm {E} [Z{\overline {W}}]=\mathrm {E} [Z]\cdot \mathrm {E} [{\overline {W}}]\quad {\text{та}}\quad \mathrm {E} [ZW]=\mathrm {E} [Z]\cdot \mathrm {E} [W].}

### Означення для більше ніж двох випадкових змінних
Набір, що складається з двох або більше випадкових величин  {\displaystyle X_{1},\dots ,X_{n}} називається некорельованим, якщо величини попарно некорельовані. Це еквівалентно вимозі, щоб недіагональні елементи матриці автоковаріацій {\displaystyle \mathrm {K} _{\mathbf {X} \mathbf {X} }} випадкового вектора {\displaystyle \mathbf {X} =(X_{1},\dots ,X_{n})^{\mathsf {T}}} дорівнювали нулю. Матриця автоковаріацій визначається як:
{\displaystyle \mathrm {K} _{\mathbf {X} \mathbf {X} }=\operatorname {cov} [\mathbf {X} ,\mathbf {X} ]=\mathrm {E} {\bigl [}(\mathbf {X} -\mathrm {E} [\mathbf {X} ])(\mathbf {X} -\mathrm {E} [\mathbf {X} ])^{\mathsf {T}}{\bigr ]}=\mathrm {E} [\mathbf {X} \mathbf {X} ]^{\mathsf {T}}-\mathrm {E} [\mathbf {X} ]\mathrm {E} [\mathbf {X} ]^{\mathsf {T}}.}

## Приклади залежності без кореляції
```
   Основна стаття: 
Кореляція та залежність
```

### Приклад 1
- Нехай {\displaystyle X} — випадкова величина, що набуває значення {\displaystyle 0} або {\displaystyle 1} з ймовірністю {\displaystyle 1/2}.
- Нехай {\displaystyle Y} — незалежна від {\displaystyle X} випадкова величина, що набуває значення {\displaystyle -1} або {\displaystyle 1} з ймовірністю {\displaystyle 1/2}.
- Нехай {\displaystyle U} — випадкова величина, що визначається як {\displaystyle U=XY}.

Твердження полягає в тому, що {\displaystyle U} і {\displaystyle X} мають нульову коваріацію (отже, некорельовані), але не є незалежними.
\emph{Доведення:} Враховуючи, що
{\displaystyle \mathrm {E} [U]=\mathrm {E} [XY]=\mathrm {E} [X]\mathrm {E} [Y]=\mathrm {E} [X]\cdot 0=0,}
де друга рівність виконується так як {\displaystyle X} та {\displaystyle Y} незалежні, тому отримуємо
{\displaystyle {\begin{aligned}\operatorname {cov} [U,X]&=\mathrm {E} [(U-\mathrm {E} [U])(X-\mathrm {E} [X])]=\mathrm {E} \left[U(X-{\frac {1}{2}})\right]\\&=\mathrm {E} \left[X^{2}Y-{\frac {1}{2}}XY\right]=\mathrm {E} \left[(X^{2}-{\frac {1}{2}}X)Y\right]=\mathrm {E} \left[(X^{2}-{\frac {1}{2}}X)\right]\mathrm {E} [Y]=0.\end{aligned}}}
Таким чином, {\displaystyle U} та {\displaystyle X} — некорельовані.
Незалежність {\displaystyle U} та {\displaystyle X} означає, що для всіх {\displaystyle a} та {\displaystyle b} має місце рівність {\displaystyle \operatorname {Pr} (U=a\mid X=b)=\operatorname {Pr} (U=a)}. Це невірно, зокрема, для {\displaystyle a=1} та {\displaystyle b=0}.
- {\displaystyle \operatorname {Pr} (U=1\mid X=0)=\operatorname {Pr} (XY=1\mid X=0)=0};
- {\displaystyle \operatorname {Pr} (U=1)=\operatorname {Pr} (XY=1)=1/4}.

Таким чином, {\displaystyle \operatorname {Pr} (U=1\mid X=0)\neq \operatorname {Pr} (U=1)}, тому {\displaystyle U} та {\displaystyle X} є залежними.
Що і треба було довести.

### Приклад 2
Якщо неперервна випадкова величина {\displaystyle X} рівномірно розподілена на проміжку {\displaystyle [-1,1]} та {\displaystyle Y=X^{2}}, то {\displaystyle X} та {\displaystyle Y} некорельовані навіть, якщо {\displaystyle X} визначає {\displaystyle Y} та часткове значення {\displaystyle Y} можна отримати за допомогою лише одного або двох значень {\displaystyle X}:
{\displaystyle f_{X}(t)={\frac {1}{2}}I_{[-1,1]};\quad f_{Y}(t)={\frac {1}{2{\sqrt {t}}}}I_{[0,1]}.}
З іншого боку, {\displaystyle f_{X,Y}} дорівнює нулю на трикутнику, заданому подвійною нерівністю {\displaystyle 0<X<Y<1}, хоча {\displaystyle f_{X}\cdot f_{Y}} не дорівнює нулю в цій області. Тому {\displaystyle f_{X,Y}(X,Y)\neq f_{X}(X)\cdot f_{Y}(Y)}, а змінні не є незалежними:
{\displaystyle \mathrm {E} [X]={{1-1} \over 4}=0;\quad \mathrm {E} [Y]={{1^{3}-(-1)^{3}} \over {3\cdot 2}}={1 \over 3},}
{\displaystyle \operatorname {cov} [X,Y]=\mathrm {E} \left[(X-\mathrm {E} [X])(Y-\mathrm {E} [Y])\right]=\mathrm {E} \left[X^{3}-{\frac {X}{3}}\right]={\frac {1^{4}-(-1)^{4}}{4\cdot 2}}=0.}
Таким чином, величини є некорельованими.

## Коли некорельованість означає незалежність
Існують випадки, в яких некорельованість означає незалежність. Одним із таких є випадок, коли обидві випадкові величини є двозначними (тому кожна може бути лінійно перетворена до величини з розподілом Бернуллі. Крім того, дві сумісно нормально розподілені випадкові змінні є незалежними, якщо вони некорельовані. Крім того, дві сумісно нормально розподілені випадкові змінні є незалежними, якщо вони некорельовані,  хоча це не справджується для змінних, чий граничний розподіл є нормальним і некорельованим, але чий сумісний розподіл не є сумісним нормальним (див. Нормально розподілений і некорельований не означає незалежний).

## Узагальнення

### Некорельовані випадкові вектори
Два випадкові вектори {\displaystyle \mathbf {X} =(X_{1},\dots ,X_{m})^{\mathsf {T}}} та {\displaystyle \mathbf {Y} =(Y_{1},\dots ,Y_{n})^{\mathsf {T}}} називаються некорельованими, якщо
{\displaystyle \mathrm {E} [\mathbf {XY} ^{\mathsf {T}}]=\mathrm {E} [\mathbf {X} ]\mathrm {E} [\mathbf {Y} ]^{\mathsf {T}}.}
Вони некорельовані тоді й лише тоді, якщо їхня крос-коваріаційна матриця {\displaystyle \mathbf {\mathrm {K} _{X,Y}} } дорівнює нулю. :p.337
Два комплексні випадкові вектори {\displaystyle \mathbf {Z} } та {\displaystyle \mathbf {W} } називаються некорельованими, якщо їхня крос-коваріаційна матриця та псведокрос-коваріаційна матриця дорівнюють нулю, тобто якщо
{\displaystyle \mathbf {\mathrm {K} _{ZW}} =\mathbf {\mathrm {J} _{ZW}} =0},
де
{\displaystyle \mathbf {\mathrm {K} _{ZW}} =\mathrm {E} [(\mathbf {Z} -\mathrm {E} [\mathbf {Z} ])(\mathbf {W} -\mathrm {E} [\mathbf {W} ])^{\mathsf {H}}]}
та
{\displaystyle \mathbf {\mathrm {J} _{ZW}} =\mathrm {E} [(\mathbf {Z} -\mathrm {E} [\mathbf {Z} ])(\mathbf {W} -\mathrm {E} [\mathbf {W} ])^{\mathsf {T}}].}

### Некорельовані стохастичні процеси
Два стохастичні процеси {\displaystyle \{X_{t}\}} та {\displaystyle \{Y_{t}\}} називаються некорельованими, якщо їхня крос-коваріація
{\displaystyle {\mathrm {K} _{\mathbf {X} \mathbf {Y} }(t_{1},t_{2})=\mathrm {E} [(X(t_{1})-\mu _{X}(t_{1}))(Y(t_{2})-\mu _{Y}(t_{2}))]}}
завжди дорівнює нулю.:p. 142 
Формально:
{\displaystyle \{X_{t}\},\{Y_{t}\}{\text{ некорельовані}}\quad \iff \quad \forall t_{1},t_{2}\ \mathrm {K} _{\mathbf {X} \mathbf {Y} }(t_{1},t_{2})=0}.

## Додаткова література
- Probability for Statisticians, Galen R. Shorack, Springer (c2000) ISBN 0-387-98953-6